# Franco Stefanini
Franco Stefanini (Cascina, 27 agosto 1936) è un ex calciatore italiano, di ruolo centrocampista.
Fratello minore di Gianluigi, viene indicato anche come Stefanini II.

## Carriera
Inizia la sua carriera nel Cascina e nel 1955 passa al Verona, dove disputa due campionati di Serie B. Nel 1957 si trasferisce al Como giocando con i lariani altri sei campionati di Serie B; in totale conta tra i cadetti 165 presenze e 39 reti.
Nel 1963 passa al Taranto, dove gioca per due stagioni in Serie C.

## Palmarès

### Club

#### Competizioni nazionali
- Serie B: 1

Verona: 1956-1957